# Груецкий повет
Груецкий повет (пол. Powiat grójecki) — повет (район) в Польше, входит как административная единица в Мазовецкое воеводство. Центр повета — город Груец. Занимает площадь 1268,82 км². Население — 98 709 человек (на 2013 год).

## Административное деление
- города: Груец, Могельница, Нове-Място-над-Пилицей, Варка
- городско-сельские гмины: Гмина Груец, Гмина Могельница, Гмина Нове-Място-над-Пилицей, Гмина Варка
- сельские гмины: Гмина Бельск-Дужы, Гмина Блендув, Гмина Хынув, Гмина Гощын, Гмина Ясенец, Гмина Пневы

## Демография
Население повета дано на 2013 год.
| Перепись            | Всего | Мужчины | Женщины |
| ------------------- | ----- | ------- | ------- |
| Всего               | 98709 | 48636   | 50073   |
| Городское население | 34486 | 16483   | 18003   |
| Сельское население  | 64223 | 32153   | 32070   |